# Los Angeles-operan
Los Angeles-Operan är USA:s fjärde största operakompani, invigd i centrala Los Angeles, Kalifornien år 1986. Dess hemmascen är Dorothy Chandler Pavilion, vilken i sin tur är en del av Los Angeles Music Center. 
Operaverksamheten i Los Angeles bestod under 1950-talet mest av det 1948 grundade sällskapet Los Angeles Civic Grand Opera, som framförde produktioner i en kyrka i Beverly Hills. Därefter arrangerades sporadiska gästspel från framför allt San Francisco Opera och Metropolitan Opera. 
1984 gav The Music Center Opera Association den engelske operamannen Peter Hemmings i uppdrag att som dess förste chef skapa Los Angeles Opera för egen operaproduktion. Denna blev verklighet år 1986 med uppsättningen av Verdis Otello med Plácido Domingo i huvudrollen. Domingo hade varit med i uppbyggandet av Los Angeles-operan redan från början, som rådgivare och år 2003 efterträdde han Peter Hemmings som dess övergripande chef.
Operakompaniet har satsat på en repertoar av klassiker blandat med nyskrivet och mindre kända verk. Med sin närhet till filmindustrin har man också emellanåt engagerat kända filmregissörer att göra operaregidebut, däribland Woody Allen, Garry Marshall, Franco Zeffirelli, Herbert Ross och William Friedkin. Sedan 2007 har man också producerat operor av kompositörer som blev utsatta för förföljelser i Nazityskland under serien "Recovered Voices", samt driver en satsning för att utveckla nya unga talanger för en operakarriär.